# Fjodor Ivanovitsj Kozjevnikov
Fjodor Ivanovitsj Kozjevnikov (Russisch: Фёдор Иванович Кожевников) (Smolensk, 15 juni [O.S. 2 juni] 1903 - Moskou, 22 maart 1998) was een Sovjet-Russisch rechtsgeleerde en diplomaat. Vanaf 1950 was hij hoogleraar aan de Staatsuniversiteit van Moskou en van 1953 tot 1961 was hij rechter van het Internationale Gerechtshof.

## Levensloop
Kozjevnikov studeerde rechten aan de Staatsuniversiteit van Moskou. Na afronding van zijn studie in 1927 wijdde hij zich aan wetenschappelijk werk en onderwijs. Aanvankelijk was hij docent aan de Juridische Hogeschool in Moskou, daarna directeur van een juridische hogeschool. Na zijn habilitatie in 1930 werd hij hoogleraar rechten aan de Staatsuniversiteit van Moskou. Aan deze universiteit bekleedde hij 30 jaar lang de leerstoel van internationaal recht. In de periode van 1942 tot 1947 was hij daarnaast decaan van de juridische faculteit.
Naast zijn academische carrière was hij rechter van het Hooggerechtshof van de Sovjet-Unie en president van de juridische afdeling van de vereniging voor culturele betrekkingen van de Sovjet-Unie met andere staten. Verder was hij van 1952 tot 1953 lid van de Commissie voor Internationaal Recht van de Verenigde Naties. In 1953 werd hij gekozen tot rechter van het Internationale Gerechtshof in Den Haag. Hij loste hiermee zijn landgenoot Sergej Aleksandrovitsj Goloenski af die vanwege gezondheidsredenen teruggetreden was. Kozjevnikov bekleedde het ambt tot 1961.
In 1960 vertrok Kozjevnikov naar het Moskouse Staatsinstituut voor Internationale Betrekkingen, waar hij tot 1982 de leiding nam over de leerstoel voor internationaal recht. Gedurende zijn wetenschappelijke loopbaan publiceerde Kozjevnikov 400 werken, waaronder een serie van leerboeken over internationaal recht en bestuursrecht.
- CiNii: DA09113516
- Gemeinsame Normdatei: 129185663
- International Standard Name Identifier: 0000 0000 8195 7445
- Library of Congress Control Number: n82101219
- Nationale Bibliotheek van Letland: 000085230
- Nationale Bibliotheek van Tsjechië: mub20181002018
- Nationale Bibliotheek van Israël: 987007430683905171
- Nederlandse Thesaurus van Auteursnamen: 071555749
- Système universitaire de documentation: 244143013
- Virtual International Authority File: 202611588
- WorldCat: E39PBJgXbmRyJQqhjGh3cDQrMP